# قانون همیاری به کهنه سربازان دوران جنگ ویتنام
قانون همیاری به کهنه سربازان دوران جنگ ویتنام (به انگلیسی: Vietnam Era Veterans' Readjustment Assistance Act of 1974) (یا VEVRAAبا 38 U. S. C.۳۸ U.S.C. § ۴۲۱۲) تصویب شده در سال سال ۱۹۷۴؛ قانونی است مصوب کنگرهٔ آمریکا دربارهٔ کهنه سربازان جنگ ویتنام، جانبازان جنگی، و هرگونه سرباز دیگری که در دوران جنگ سرباز بوده‌است و واجد شرایط دریافت نشان خدمت در این جنگ است.

## بررسی اجمالی
این قانون کارفرمایانی را که قراردادهای فدرال دارند یا زیرقراردادهایی به ارزش ۲۵ هزار دلار یا بیشتر دارند، مجبور می‌کند که برای کهنه سربازان جنگ ویتنام و معلولان جنگی فرصت‌های برابر و گامی عملی در جهت دستیابی به آن فراهم کنند.
اگر فردی شامل این قانون شود و بر این باور باشد که در حق او اجحاف صورت گرفته، حق دارد شکایتی تنظیم کند که در دفتر فدرال تنظیم قوانین یا در نمایندگی‌های محلی استخدام کهنه سربازان مورد بررسی قرار میگیرد.
کهنه سرباز جنگ ویتنام کسی است که:
- برای دوره ای بیش از ۱۸۰ روز بین پنجم اوت ۱۹۶۴ و هفتم مِی ۱۹۷۵ آماده به خدمت بوده باشد، و به هر دلیلی به جز اخراج از خدمت مرخص شده باشد.
- از خدمت بخاطر معلولیتی مرتبط با خدمت در جنگ در فاصلهٔ بین روز بین پنجم اوت ۱۹۶۴ و هفتم مِی ۱۹۷۵ مرخص شده باشد.
- برای بیش از یکصد و هشتاد روز آماده به خدمت بوده باشد و در جمهوری ویتنام (ویتنام جنوبی) در فاصلهٔ بین روز بیست و هشتم فوریهٔ ۱۹۶۱ و هفتم مِی ۱۹۷۵ خدمت کرده باشد.

جانباز ویژه کسی است که تحت قوانین «وزارت امور کهنه سربازان»، شامل حقوق معلولان با درصد جانبازی ۳۰ درصد یا بیشتر شده باشد. در صورتیکه مشخص شود که فرد دارای معلولیت شغلی جدی است یا اگر فردی بخاطر معلولیت از خدمت مرخص شده باشد، این درصد به ۱۰ تا ۲۰ درصد تغییر می‌کند.
به عنوان بخشی از این قانون ضد تبعیض، کسانی که در سطح فدرال (کشوری) قرارداد دارند مجبور می‌شوند تا تمامی فرصت‌های استخدامی خود را، به جز شغل‌های مدیریتی، شغلهایی که کمتر از سه روز طول می‌کشند، و شغلهایی که انتظار می‌رود از داخل خود سازمان تأمین شوند، با سرویس محلی استخدام ایالتی در میان بگذارند.